# Västergadden, Åland
Västergadden är ett skär i Åland (Finland). Det ligger i Skärgårdshavet och i kommunen Kökar i landskapet Åland, i den sydvästra delen av landet. Ön ligger omkring 73 kilometer öster om Mariehamn och omkring 210 kilometer väster om Helsingfors.
Öns area är 1,6 hektar och dess största längd är 230 meter i sydväst-nordöstlig riktning. Trakten är glest befolkad. Närmaste större samhälle är Kökar, 15,9 km väster om Västergadden.